# Parafia Przemienienia Pańskiego w Lutomi Dolnej
Parafia Przemienienia Pańskiego w Lutomi Dolnej znajduje się w dekanacie świdnickim zachodnim w diecezji świdnickiej. Była erygowana w XIII w. 